# Herbert Warren
Herbert Langford Warren (Manchester, 29 de marzo de 1857-Cambridge, 27 de junio de 1917) fue un arquitecto inglés que ejerció en Nueva Inglaterra. Es conocido por su participación en el movimiento Arts and Crafts y como fundador de la Escuela de Arquitectura de la Universidad de Harvard.

## Biografía

### Primeros años
Nació en Manchester, Inglaterra. Su padre era Samuel Mills Warren, de ascendencia colonial de Nueva Inglaterra, y su madre era Sarah Anne Broadfield de Shropshire. Sus padres eran suecoborgianos y él los siguió en esa lealtad. Fue educado en Manchester, excepto dos años (1869-1871) durante los cuales asistió a la escuela en Gotha y Dresde, Alemania. De 1871 a 1975 asistió al Owens College Manchester y luego pasó un año como dibujante en la oficina del arquitecto de Manchester William Dawes.

### Carrera
La familia se mudó a Estados Unidos en 1876. Estudió durante dos años en el Instituto Tecnológico de Massachusetts (1877-1879) y luego trabajó en el despacho del arquitecto Henry Richardson en Brookline hasta 1884. Durante este período tomó cursos con Charles Norton como estudiante especial en Harvard. En 1884 viajó a Europa, estudiando la arquitectura de Inglaterra, Italia y Francia. A su regreso a Estados Unidos instaló un estudio de arquitectura en Boston, y posteriormente tuvo una oficina en Troy, Nueva York. La firma Warren, Smith and Biscoe se fundó en 1900 con Frank Patterson Smith y Maurice Biscoe. Se convirtió en Warren & Smith en 1906 cuando Biscoe se mudó a Colorado.

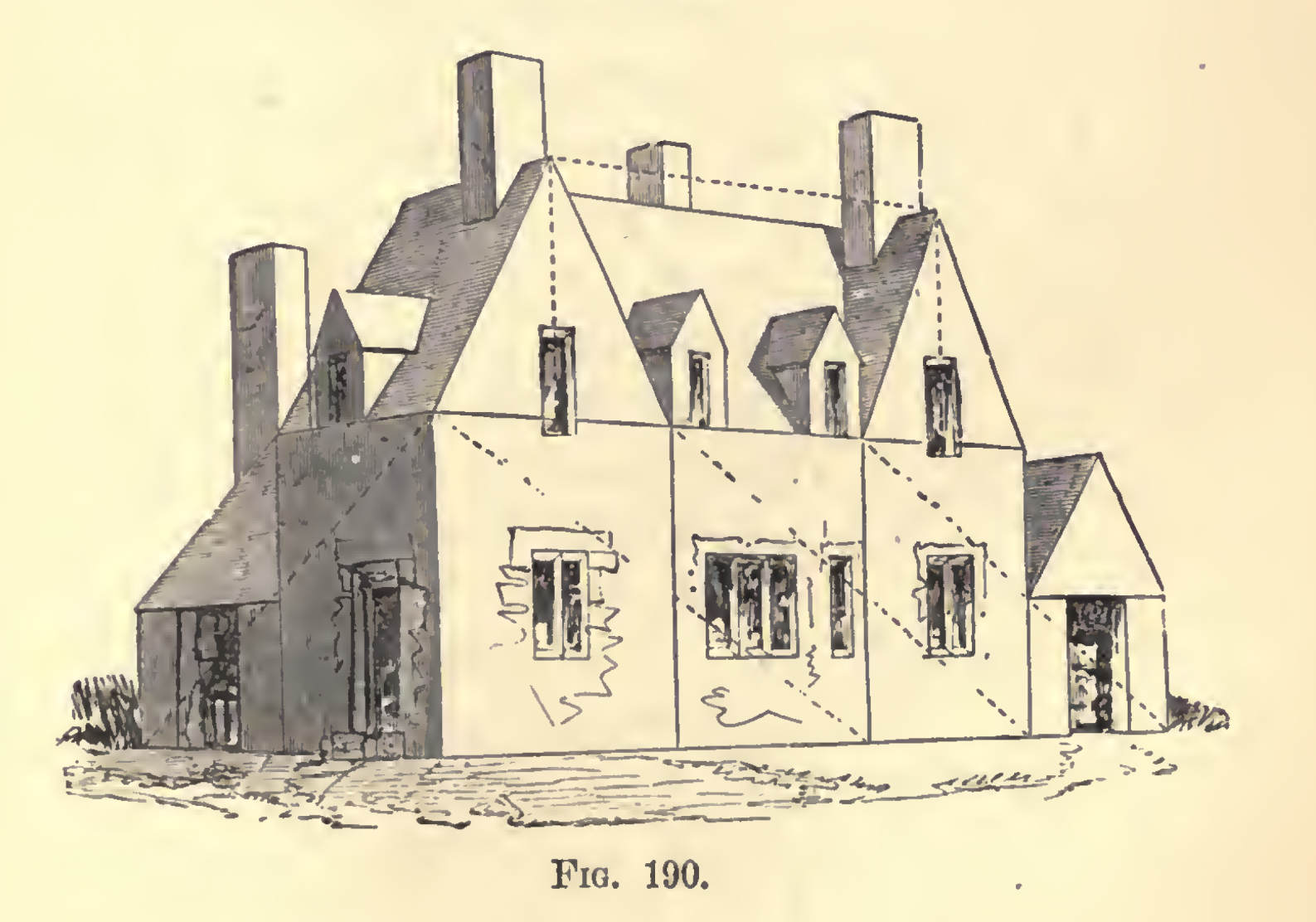
Una ilustración del Handbook of Drawing de William Walker, uno de los profesores de Warren en Owens College.

Además de ejercer la arquitectura, fue profesor y administrador en la Universidad de Harvard desde 1893, convirtiéndose en profesor de arquitectura en 1903. El desarrolló el programa de enseñanza de arquitectura en Harvard, que culminó con el establecimiento de la Escuela de Arquitectura en 1912. Su enfoque de la enseñanza enfatizó la historia de la arquitectura, considerándola tan importante como la formación técnica. Expresó la importancia de este equilibrio en un artículo sobre la educación en arquitectura en la Universidad de Harvard:

La peculiar fascinación de la arquitectura reside en el hecho de que es a la vez un arte del carácter más exaltado e ideal y al mismo tiempo está en contacto, como ningún otro arte, con las exigencias más prácticas y exigentes de la vida cotidiana.

Impartió cursos de tres años de duración sobre historia de la arquitectura europea, que abarcaron la Grecia clásica, la Edad Media y el Renacimiento. Enfatizó que el propósito de este estudio no era poder imitar estilos históricos, sino comprender los principios fundamentales del diseño. En una memoria escrita después de su muerte, John Taylor Boyd, uno de sus alumnos, escribió: "En su enseñanza, la experiencia de un arquitecto en ejercicio hizo real y suavizó la investigación del erudito". Warren también enseñó historia de la arquitectura en el Instituto de Tecnología de Massachusetts y en la Escuela de Diseño Arquitectónico y Paisajístico para Mujeres de Cambridge.

Muro este de Wenlock Priory, dibujado en 1884 por Warren (1891).

### Vida personal
Se casó en 1887 con Catharine Clark Reed. Se asoció con Lewis H. Bacon en 1894, acuerdo que duró aproximadamente un año. Falleció en su casa de Cambridge el 27 de junio de 1917 y le sobrevivieron su esposa y cuatro hijos. Algunos pensaron que la tensión de su trabajo de campaña, además de su carga de trabajo normal, hizo que su salud empeorara. El funeral de Warren se celebró el 7 de julio de 1917 en la Capilla Appleton de Harvard con Richard Clipston Sturgis, Morton Prince y Charles Wilson Killam como portadores del féretro. Fue enterrado en el cementerio de Walnut Hills en Brookline, Massachusetts.

## Movimiento Arts and Crafts
Hizo una importante contribución al movimiento Arts and Crafts, que influyó tanto en su enseñanza como en su práctica. En abril de 1897 se celebró en Boston una importante exposición dedicada a la artesanía, inspirada en el movimiento inglés Arts and Crafts. La exposición estimuló debates sobre la formación de una sociedad, con Warren en la presidencia. La Sociedad de Arts and Crafts de Boston se fundó en mayo de 1897, con Charles Norton como presidente. La sociedad tenía su sede en Boston, pero tenía como objetivo convertirse en una organización nacional. Las actividades de la sociedad incluyeron exposiciones; educación, incluida una biblioteca, conferencias y clases de dibujo; una sala de ventas; y una revista, llamada Handicraft. Se convirtió en presidente de la sociedad en 1904 tras desacuerdos sobre la dirección política. Bajo su liderazgo, la sociedad estadounidense rechazaría el socialismo que era una parte importante del movimiento inglés. Una parte importante de las actividades de la sociedad fue fomentar relaciones estrechas entre arquitectos y diseñadores, por un lado, y artesanos, por otro. Un acontecimiento posterior fue la formación de la Liga Nacional de Sociedades de Artesanía en 1907, con Warren como presidente.

## Puntos de vista
Estuvo involucrado en cuestiones políticas y sociales más amplias, en particular el movimiento de apoyo a la causa aliada en los años de neutralidad estadounidense durante la Primera Guerra Mundial. En abril de 1915, Warren envió una carta a The Nation titulada The English Tradition donde sostuvo que la base de la sociedad estadounidense es fundamentalmente inglesa.
Expreso su angustia por la destrucción de muchos de los edificios en Francia que había estudiado y dibujado treinta años antes.

## Obras
Sus primeros edificios eran de estilo neorrománico, el estilo preferido por H. H. Richardson, con quien había trabajado. Los ejemplos incluyen la Casa Page en Boston y el diseño del concurso (no implementado) para la Catedral de San Juan el Divino en Nueva York. Las obras posteriores estuvieron más influenciadas por las tradiciones inglesas y utilizaron principalmente el estilo neogótico para las iglesias y el estilo neocolonial británica para las casas y los ayuntamientos. Se opuso a estilos inspirados en la tradición francesa como el Beaux Arts, por considerar que carecían de moderación.
Los edificios de Warren o sus sociedades incluyen:

### Warren
- Charles J. Page House - Westland Avenue, Boston, Massachusetts (1888, demolida)[9]: 36-38
- Troy Orphan Asylum - Troy, Nueva York (1891-1892, demolido)[9]: 47-48
- Casa S. Alexander Orr - Calles Second y Congress, Troy, Nueva York (1890–1892, demolida) [18]
- Lincoln Town Hall (ahora Bemis Hall) - Lincoln, Massachusetts (1891–1892)[9]: 48-52
- National Church of the Holy City (Swedenborgian) - Washington DC (1894–1896)[9]: 105-110

### Warren and Bacon
- Ayuntamiento de Billerica (ahora Biblioteca Pública de Billerica) - Billerica, Massachusetts (1894–1895)[19]

### Warren, Smith and Biscoe
- New Church Theological School Chapel - Cambridge, Massachusetts (1899-1901)[9]: 110-115
- Theodore W. Richards House - 15 Follen Street, Cambridge, Massachusetts (1900)
- Casa de Robert DeCourcy Ward - Cambridge, Massachusetts (1901)[9]
- "Annerslea" (Casa de Edward H. Rathbun) - Woonsocket, Rhode Island (1902)[20]
- Ayuntamiento de Concord - Concord, New Hampshire (1902-1903)[9]: 118-121
- Casa H. Langford Warren - Cambridge, Massachusetts (1904)[9]: 122-126

### Warren y Smith
- Carey House - Proctor Academy, Andover, New Hampshire (1909, demolida )
- Casa de Everett D. Chadwick - Winchester, Massachusetts (1909) [9]: 126-131
- John Jefferson Flowers Memorial Hall - Colegio Metodista de Mujeres, Montgomery, Alabama (1909) [9]
- Iglesia de la Epifanía (Episcopal) - Winchester, Massachusetts (1911) [21]
- Laboratorio Cruft - Universidad de Harvard, Cambridge, Massachusetts (1913-1915) [9]
- Hospital Jordan - Plymouth, Massachusetts (1915) [9]

Se puede encontrar una lista completa de los edificios y proyectos de Warren en la monografía de Maureen Meister (2003): 158-162 

## Galería
| Page House, Boston                                                    |
| Residencia de Charles J. Page, Westland Avenue, Boston, Massachusetts |

| Cathedral of St John the Divine                                 |
| Diseño para la Catedral de San Juan el Divino, Nueva York, 1889 |

| Billerica Town Hall                                 |
| Ayuntamiento de Billerica, Billerica, Massachusetts |

| Church of the Holy City                            |
| National Church of the Holy City, Washington D. C. |

| Church of the Holy City interior  |
| Church of the Holy City, interior |

| Chadwick House                            |
| Chadwick House, Winchester, Massachusetts |

|                                      |
| John Jefferson Flowers Memorial Hall |

|                                     |
| Annerslea, Woonsocket, Rhode Island |

|                                           |
| Concord City Hall, Concord, New Hampshire |

|                                      |
| Cruft Laboratory, Harvard University |

|                                  |
| Casa Carey en la Proctor Academy |

## Publicaciones seleccionadas

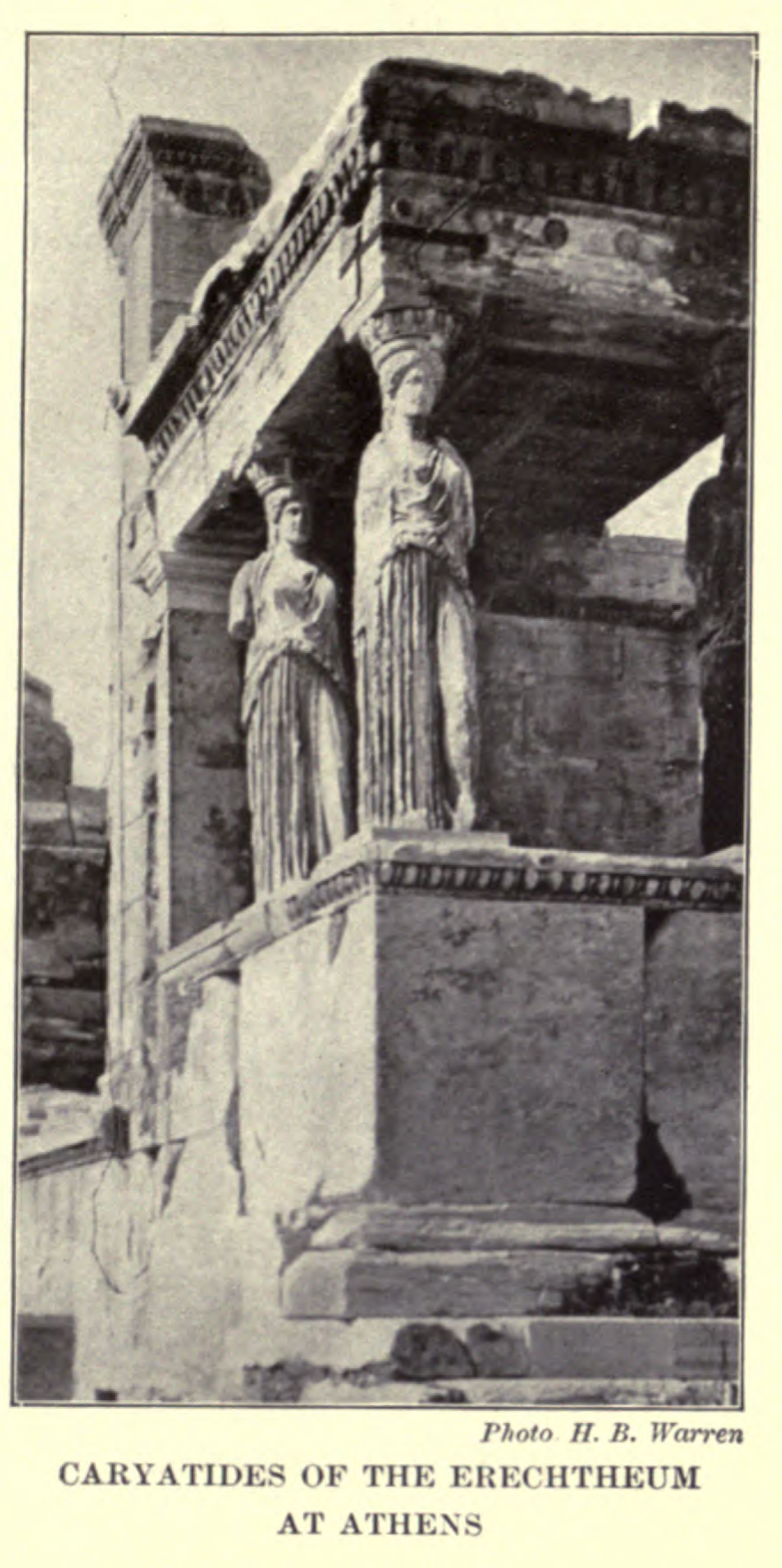
Una fotografía de Vitruvio, Los diez libros de arquitectura.

- Warren, H.Langford (1891). «Notes on Wenlock Priory». The Architectural Review 1 (1 Pages 1-4 and No 6 Pages 49-51).
- Warren, H.Langford (1892). «A few neglected considerations with respect to brick architecture». The Brickbuilder 1 (1): 3-5.
- Warren, Herbert Langford (1893). «The use and abuse of precedent». The Architectural Review. 2 Part 2 Pages 11-15 and Part 3 Pages 21-25.
- Warren, H. Langford (1893). «On the use of color in architectural design». The American Architect and Building News 42 (931): 45-47.
- Warren, H.Langford (1899). «The influence of France upon American Architecture». The American Architect and Building News 69 (1248): 67-68.
- —— (1899), «The Year's Architecture», Catalogue of the Architectural Exhibition, St. Botolph Club, 2 Newbury Street Boston (Boston Architectural Club and Boston Society of Architects): 15-18.
- Warren, Herbert Langford; Hale, Edward Everett (1899). Picturesque and architectural New England ... Descriptive, picturesque, architectural. Boston: D. H. Hurd & Co.
- Warren, H Langford (1900). «Architecture: Renaissance and Modern».  En Buckley, Edmund, ed. The fine arts; a university course in sculpture, painting, architecture and decoration in their history, development and principles. Chicago: National Arts Society. pp. 190-232.
- Warren, H.Langford (1904). «Recent domestic architecture in England». The Architectural Review 11 (1): 5-12.
- Warren, Herbert Langford (1907). «The Department of Architecture of Harvard University». Architectural Record 22 (1): 134-150.
- Warren, Herbert Langford (1919). The foundations of classic architecture. New York: MacMillan.
- Warren provided the illustrations for the translation of Vitruvius' The Ten Books on Architecture by Morris Hickey Morgan (1914)[22]